# Eisenbahnunfall von Herceghalom

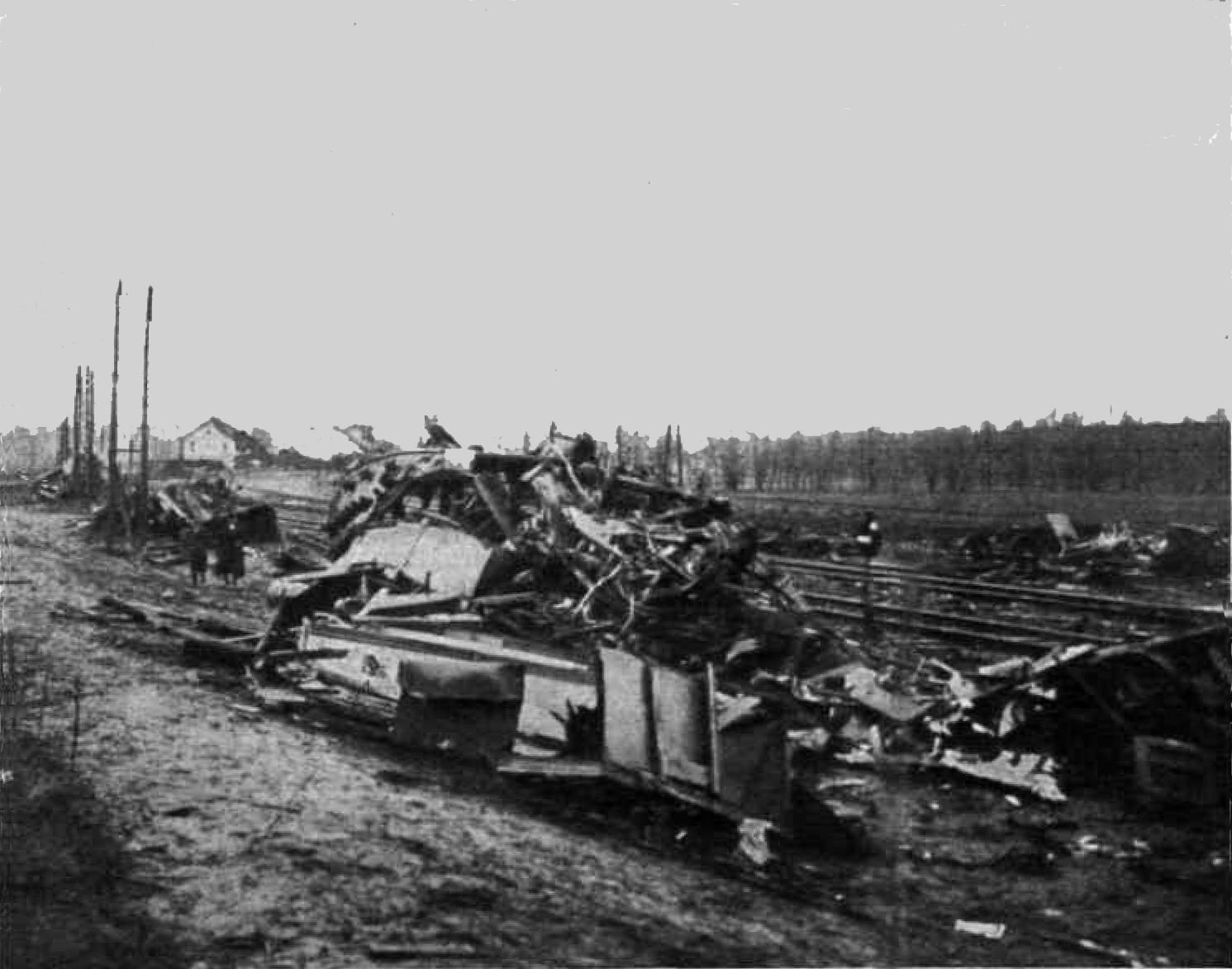
Eisenbahnunfall von Herceghalom

Bei dem Eisenbahnunfall von Herceghalom kam es am 1. Dezember 1916 um 00:24 Uhr im Bahnhof von Herceghalom, Königreich Ungarn, an der Ostbahn zur Flankenfahrt eines Schnellzuges in einen rangierenden Personenzug. 69 Menschen starben.

## Ausgangslage
Kaiser Franz Joseph, zugleich König von Ungarn, war am 21. November 1916 in Schönbrunn gestorben, die Beisetzung fand am 30. November 1916 statt. Zahlreiche Trauergäste aus dem ungarischen Reichsteil waren mit der Eisenbahn angereist. Sie befanden sich in der Nacht vom 30. November auf den 1. Dezember 1916 in zwei Sonderzügen und dem – wegen des hohen Verkehrsaufkommens in zwei Teilen gefahrenen – Schnellzug Nr. 3 auf der Rückreise von Wien nach Budapest. Die Züge fuhren mit Verspätung.
Im Bahnhof von Herceghalom war der Personenzug Nr. 1308 von Budapest über Győr nach Graz, der auf Gleis 3 hätte einfahren sollen, versehentlich auf Gleis 2 geleitet worden. Der Fahrdienstleiter wollte diesen Fehler korrigieren, verschätzte sich aufgrund der Verspätungen in der Zeit, die der Schnellzug noch brauchen würde, bis er Herceghalom erreichte, und ließ den Personenzug deshalb auf Gleis 3 umsetzen. Dazu sicherte er das von dem Personenzug dabei zu querende Durchfahrgleis, indem er dessen Einfahrsignal auf „Halt“ stehen ließ.

## Unfallhergang

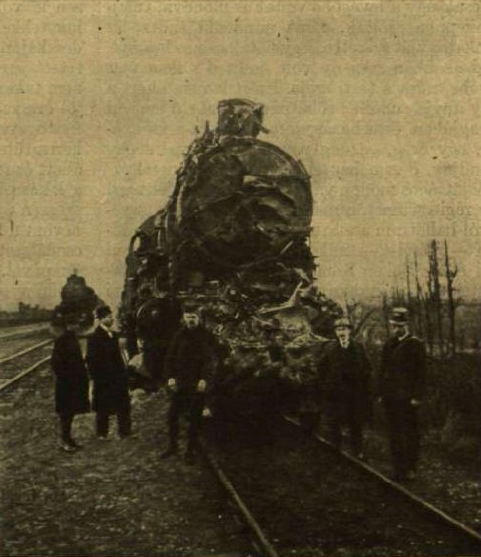
Die beschädigte Dampflok des voranfahrenden Teils des Schnellzuges 3

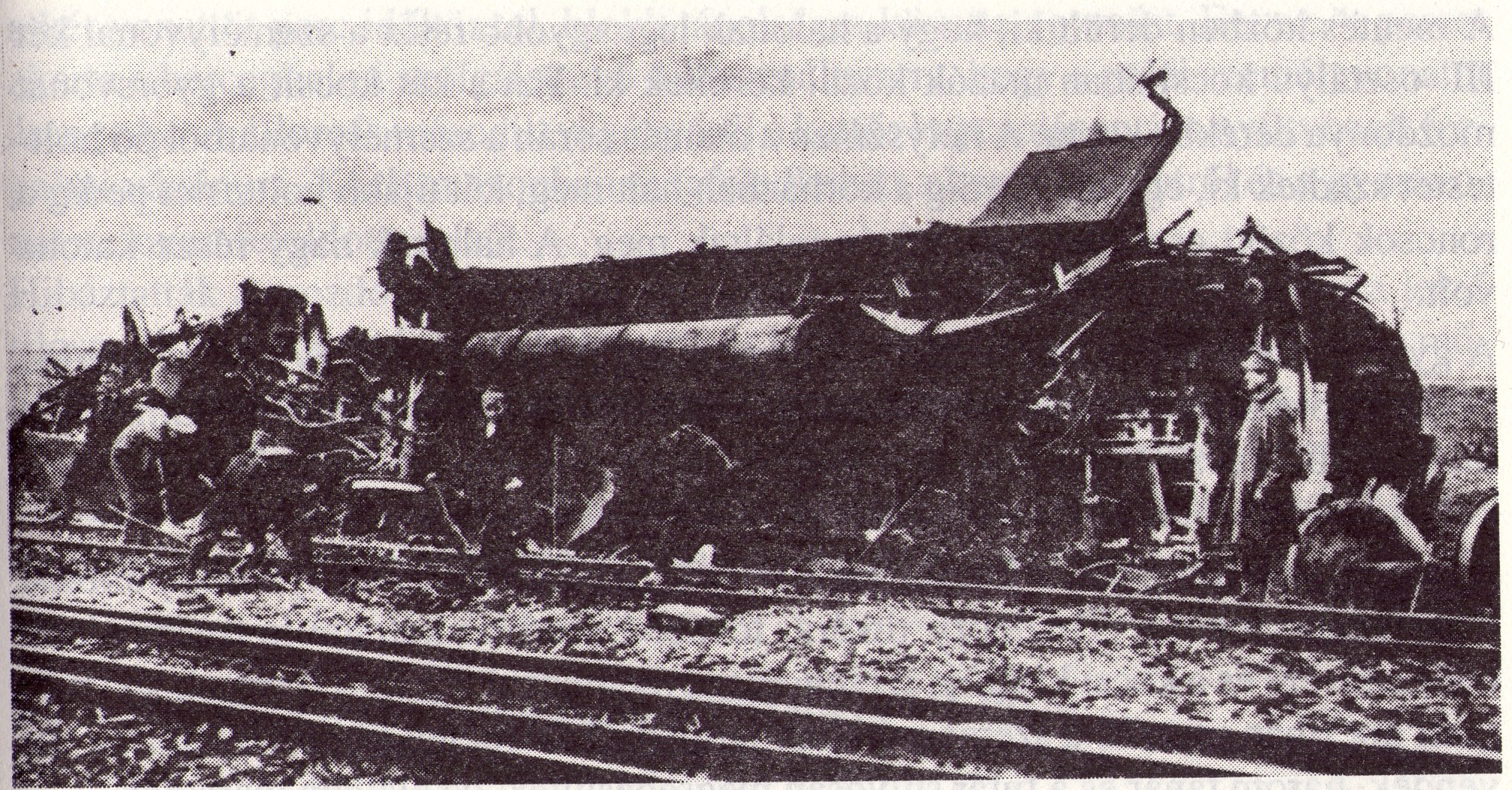
Zerstörte Wagen des Personenzuges Nr. 1308

Der Lokomotivführer des voranfahrenden Teils des Schnellzuges 3 überfuhr zunächst das Vorsignal mit einer Geschwindigkeit von 76 km/h. Er gab an, die dort signalisierte Haltankündigung nicht gesehen zu haben. Das 700 Meter weiter stehende und „Halt“ gebietende Hauptsignal sah er und bremste. Gleichwohl traf der Schnellzug den rangierenden Personenzug 500 Meter weiter in der Flanke. Dabei wurden 7 Wagen des Personenzugs und im Schnellzug ein Salonwagen und ein Personenwagen 1. Klasse zertrümmert. Alle Angaben zur Wahrnehmung der Signale und zum Bremsvorgang stammen von dem betroffenen Lokomotivführer. Ein Fahrtenschreiber, um diese Aussage zu kontrollieren, war nicht vorhanden.

## Folgen
69 Menschen starben, 164 wurden darüber hinaus verletzt, davon 60 schwer.